# Jon Carnoy
Pour les articles homonymes, voir Carnoy (homonymie).
Jon Carnoy (né Jonathan Jerzy Carnoy) est un réalisateur et scénariste américain qui vit et travaille actuellement en France.
Après avoir passé son enfance à Menlo Park en Californie, il rentre dans le monde du cinéma à l'université du Colorado, où il réalise plusieurs courts-métrages comiques. Après les études, il va travailler à Hollywood en tant qu'assistant caméra et assistant de production sur des clips vidéos, des films et des publicités, et il est chauffeur de production sur la série Mystères à Twin Peaks. Il suit ensuite les cours du Graduate Film Program de l'Université de New York où il écrit et réalise Dinner with Malibu. Il complète ses études à la Fémis à Paris où il fait d'autres courts-métrages.
Depuis lors, Jon Carnoy a réalisé des longs métrages aux USA, ainsi que des séries télévisées aussi bien en France qu'en Amérique.
Parmi ses autres talents, Jon parle le français, joue du piano, et chante. Il enseigne actuellement les théories américaines du scénario et mis en scène à l'ISI, 3iS, Sup de Pub, et à l'ESRA.

## Filmographie

### Longs métrages
- 2013 : The Signal Hill Speed Run documentaire avec la voix de Ben Harper.
- 2005 : Slip sale et autres catastrophes (Pee Stains and Other Disasters) avec Michael Soll, Steele Justiss, P. J. Soles et Jason Acuña.
- 1998 : Rose Mafia (Mob Queen) avec David Proval, Dan Moran, Candis Cayne et Tony Sirico[1].

### Courts métrages
- 2003 : Ben et Thomas avec Romain Vissol et Adrien Saint-Joré.
- 2001 : Le Barbier avec Ticky Holgado et François Levantal.
- 1999 : Les Nouvelles Mésaventures d'Alfred le crapaud, une série de 5 courts métrages.
- 1997 : Lucas avec Julián Gutiérrez.
- 1996 : Les Mésaventures d'Alfred le crapaud, une série de 5 courts métrages.
- 1994 : L'Encre empoisonnée (Poisoned Ink) avec Jon Carnoy.
- 1993 : Le Repas.
- 1992 : Un dîner avec Malibu (Dinner With Malibu) avec Brad Merenstein.

### Télévision
- 2014 : Dreams : 1 Rêve 2 Vies pour NRJ 12 le 6 janvier avec Alice Raucoules et Damien Lauretta.
- 2008 : Ben et Thomas pour France 4 le 31 mai avec Antony Marocco et Amezienne Rehaz.
- 2007 : Sous le soleil (3 episodes : 19, 20, 21 de la saison 12) pour TF1
- 2003 : The Real World: Paris une saison de série "télé réalité" pour MTV